# Kathy Hochul
Kathleen (Kathy) Courtney Hochul (Buffalo, 27 augustus 1958) is een Amerikaans politica voor de Democratische Partij. Op 24 augustus 2021 werd ze als luitenant-gouverneur ingezworen als de 57e gouverneur van New York, na het aftreden van Andrew Cuomo. Kathy Hochul werd daarmee de eerste vrouwelijke gouverneur van de staat. Voordien werkte ze als advocate, juriste, lokaal politica en lid van het Huis van Afgevaardigden. Hochul wordt gezien als een centrist en bevindt zich daarmee aan de rechterzijde van de Democratische Partij.